# Montes da Senhora
Montes da Senhora é uma povoação portuguesa sede da Freguesia de Montes da Senhora do Município de Proença-a-Nova, freguesia com 33,73 km² de área e 625 habitantes (censo de 2021), tendo, por isso, uma densidade populacional de 18,5 hab./km².
Está situada num terreno acidentado, como se depreende da própria toponímia, limitado a norte pela freguesia de Alvito da Beira, a sul e a poente pela Sobreira Formosa, a nascente por Santo André das Tojeiras.

## História
É povoação muito antiga, de fundação anterior à monarquia, provavelmente do tempo da dominação mourisca, segundo alguns dos estudiosos que a referem. E acrescentam que os vestígios existentes na serra do Chão do Galego, na gruta a que o povo sempre chamou «Buraca da Moura», são prova plena de tal filiação. A verdade é que a investigação é muito pouco convincente. Mas, nada repugna aceitar a hipótese, pois a região era povoada, ao tempo da chegada dos sarracenos, embora escassamente, e estes, na sua retirada lenta para o sul, tiveram longos períodos de permanência nos lugares estratégicos, como seriam, na freguesia, alguns montes, nomeadamente a Portela das Talhadas e a própria serra do «Chão do Galego».
Pertenceu durante séculos à freguesia de Sobreira Formosa, acompanhando o antigo concelho desde o apogeu até à sua desagregação, em meados do século XIX. Depois, em 1921, foi constituída em sede de freguesia à custa daquela, ficando com 540 fogos, onde vivem 2051 almas.

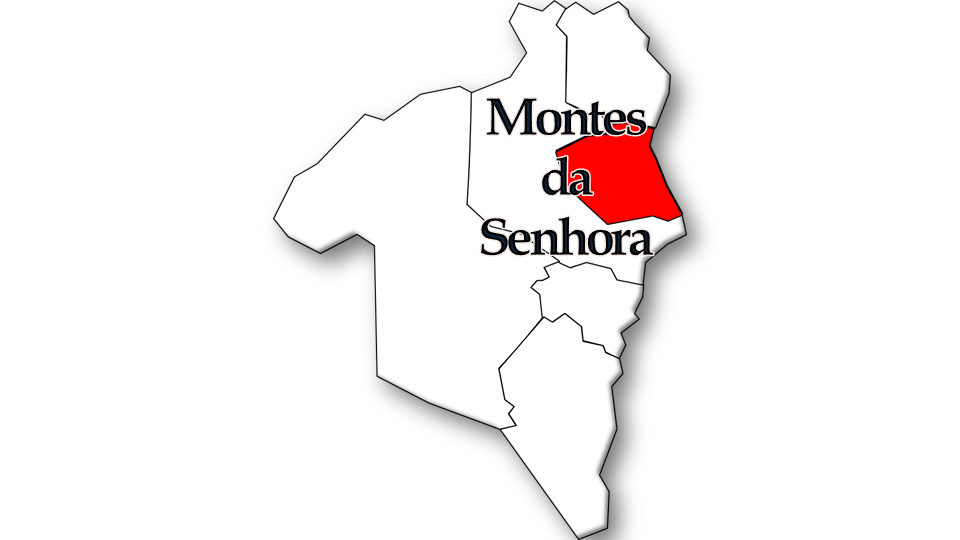
Localização da freguesia no Município de Proença-a-Nova

## Demografia
Nota: A Freguesia de Montes da Senhora foi criada pela lei nº 1.064, de 09/11/1920, com lugares da Freguesia de Sobreira Formosa	
A população registada nos censos foi:
| Ano  | 0-14 Anos | 15-24 Anos | 25-64 Anos | > 65 Anos |
| 2001 | 69        | 99         | 329        | 428       |
| 2011 | 47        | 34         | 306        | 361       |
| 2021 | 32        | 38         | 249        | 306       |

## Atividades Económicas
A população da freguesia vive quase exclusivamente da agricultura. Produz cerejas, centeio, milho, vinho, azeite, mel. Explora convenientemente os pinhais, que se dão bem nestes terrenos, mas de rendibilidade diminuta. Por isso, tal como nas restantes freguesias do concelho, muitos são os que abandonaram os seus lares no últimos anos, partindo em busca de melhor sustento noutras paragens.
O comércio é diminuto, limitando-se aos produtos de primeira necessidade, que transacciona em pequenas mercearias mistas, onde aparecem vinhos e miudezas, adubos e fazendas. Dedica-se essencialmente à fruticultura (cerejas, limões), confecções, serralharia e indústria alimentar.

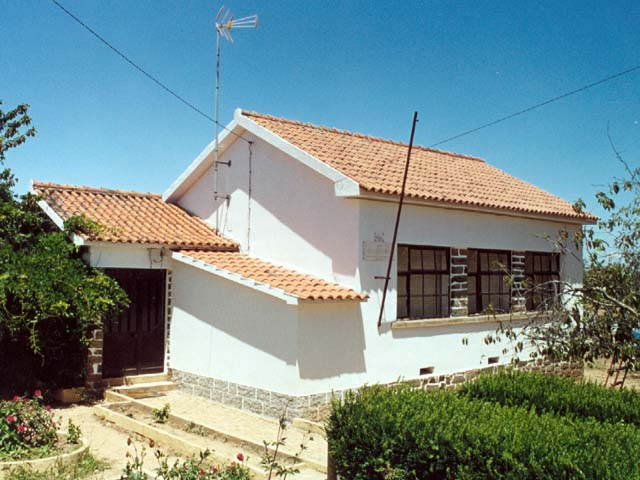
Escola do 1ºciclo Montes da Senhora

## Ensino
No que diz respeito ao ensino, este já não detém nenhuma escola em toda a freguesia, tendo existido cinco escolas anteriormente: uma na Sede, uma no Carregal, uma nas Rabacinas, uma no Chão do Galego e outra no lugar de Catraia.

## Património Cultural e Edificado
- Igreja Matriz tem como orago Nossa Senhora do Pópulo.
- Linda capela no lugar de Catraia Cimeira.
- Forno público
- Vestígios de fortificações militares (como o Forte de Ponte de Alvito)
- Marco geodésico
- Alguma arquitectura tradicional
- Igreja de S. Tiago Menor
- Cruzeiro do Cabeço
- Vestígios de fortificações e do Castelo de Peral
- Moinhos de água
- Buraca da Moura
- Lugar da Conheira

## Locais de interesse Turístico
Moinhos de água, zona piscatória, paisagem natural e circuito da Ribeira do Alvito.

## Feiras
Anuais (3.º Domingo de Fevereiro e 3.º Domingo de Julho)

## Festas e Romarias

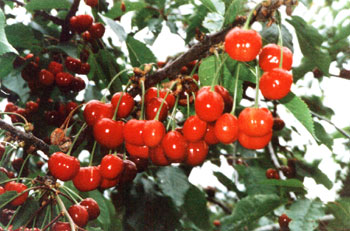
As famosas cerejas de Montes da Senhora

- Nossa Senhora do Pópulo - 15 de Agosto
- Santa Luzia - 1º Fim-de-semana de Setembro
- Festa das Cerejas
- Festa do Casal da Ribeira - 3º Fim de semana de Setembro

## Colectividades
- Associação Motociclista Movimento Centro
- Liga de Amigos de Montes da Senhora
- Centro Cultural, Social e Recreativo de Montes da Senhora
- Grupo de Danças e Cantares do Centro Social e Recreativo (C.S.C.R.) da Freguesia de Montes da Senhora
- «Companhia de Teatro de Montes da Senhora»
- CDJMS - Comissão de Desenvolvimento dos Jovens de Montes da Senhora

## Pessoas ilustres
- Baptista Bastos (1934—2017), romancista, escritor e jornalista. Estava ligado aos Montes da Senhora por laços familiares.
- Rodrigo Tavares (1978—) é professor universitário, administrador de empresas e colunista na imprensa. Selecionado como Young Global Leader pelo Fórum Económico Mundial. Os seus avós paternos e pai são naturais de Montes da Senhora.
- João Miguel Tavares (1973—), escritor e comentador político. Está ligado aos Montes da Senhora por laços familiares.
- Carla Mouro (1977—), ex-Secretária de Estado Adjunta e da Igualdade (2024-2025)[4] e ex-presidente executiva da Fundação da Juventude.

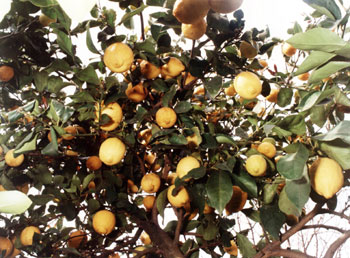
Limoeiro no lugar de Rabacinas

## Lugares da freguesia
Além da sede, a Freguesia de Montes da Senhora engloba as seguintes localidades ou lugares:
- Carregais
- Carregal
- Chão do Galego
- Ponte do Alvito
- «Rabacinas»
- Casalinho
- Chão Redondo
- Catraia Cimeira
- Catraia Fundeira (desabitada)
- Ferraria
- «Casal da Ribeira»
- Montes da Senhora (Aldeia Cimeira, Monte de Cima, Monte do Meio, Monte de Baixo, Monte Barbo e Monte do Trigo)

## Gastronomia

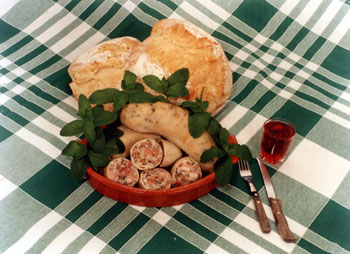
Maranho: Prato típico

- Maranhos
- Plangaio
- Enchidos vários
- Queijo de cabra